# Kommunens Väl (Hylte)
Kommunens Väl (Komv) är ett lokalt politiskt parti i Hylte kommun. Partiet bildades ursprungligen 1966 av Bertil Larsson och återstartades 2004 av bland andra Tommy Edenholm. Edenholm är partiledare för partiet.

## Valresultat
| År   | Röster | %     | Mandat   |
| ---- | ------ | ----- | -------- |
| 1970 | –      | –     | 5 av 41  |
| 1973 | –      | –     | 3 av 49  |
| 1976 | –      | –     | 3 av 49  |
| 1979 | –      | –     | 3 av 49  |
| 1982 | –      | –     | 3 av 49  |
| 1985 | –      | –     | 3 av 49  |
| 1988 | –      | –     | 3 av 49  |
| 1991 | –      | –     | 5 av 49  |
| 1994 | –      | –     | 4 av 49  |
| 1998 | –      | –     | 6 av 49  |
| 2002 | 29     | 0,4   | 0 av 49  |
| 2006 | 1 526  | 25,42 | 11 av 43 |
| 2010 | 1 154  | 18,87 | 8 av 43  |
| 2014 | 607    | 9,64  | 4 av 39  |
| 2018 | 284    | 4,49  | 2 av 41  |
| 2022 | 238    | 3,88  | 2 av 41  |